# كريس جونسون
كريس جونسون (بالإنجليزية: Chris Johnson)‏ مواليد 29 أبريل 1990، هو لاعب كرة سلة أمريكي يلعب مع فريق ميلووكي باكز في الرابطة الوطنية لكرة السلة ويحمل الرقم 23. يبلغ طوله 6 قدم 6 بوصة (2.0 م).

## فرق لعب لها
- ميمفيس غريزليس
- بوسطن سيلتكس
- فيلادلفيا سفنتي سيكسرز
- يوتاه جاز
- ميلووكي باكز

## روابط خارجية
- كريس جونسون على موقع إن بي أي (الإنجليزية)
- كريس جونسون على موقع سبورتس رفرنس (الإنجليزية)
- كريس جونسون على موقع كرة السلة الأوروبية.كوم (الإنجليزية)
- كريس جونسون على موقع كلية كرة السلة في سبورتس رفرنس.كوم (الإنجليزية)
- كريس جونسون على موقع ريلجم (الإنجليزية)
- كريس جونسون على موقع بروبوليرز (الإنجليزية)
- كريس جونسون على موقع سبورتس رفرنس (الإنجليزية)
- كريس جونسون على موقع سبورتس رفرنس (الإنجليزية)